# City of St. Petersburg
«City of St. Petersburg» (с англ. — «Сент-Питерсберг») — теплоход-ролкер необычной конструкции, построенный в Японии для перевозки выпускаемых корпорацией «Nissan» автомобилей между европейскими портами.

## История строительства и эксплуатации
Теплоход был построен на японской верфи «Kyokuyo Shipyard Corporation» под строительным номером S-493 для голландской компании-оператора «Euro Marine Carrier B. V.» («EMC»), основным акционером которой являлась японская «Nissan Motor Car Carrier». Спуск на воду состоялся 11 сентября 2010 года, торжественная церемония наречения судна — 22 декабря того же года. В 2011 году «Euro Marine Carrier B. V.» в результате сделки по обмену долями передала свой флот бельгийской «Euro Marine Logistics NV» («EML»). У судна имеется систершип «City of Rotterdam» (2011), используемый той же компанией-оператором.

## Назначение
12-палубный «City of St. Petersburg» относится к типу «ro-ro» (roll-on/roll-off) и за один рейс может перевезти 2000 автомобилей. Основное назначение судна — доставка с заводов корпорации «Nissan», расположенных в Великобритании и Испании, автомобилей в порты Северной Европы и России. В частности, с 2013 года производится доставка электромобилей «Nissan Leaf», собираемых на заводе в Сандерленде (Великобритания).

## Особенности конструкции
Судно было построено в соответствии с объявленной корпорацией «Nissan» программой сокращения вредных выбросов. Необычная форма корпуса (носовая часть напоминает дирижабль) вызвана желанием уменьшить сопротивление воздуха и тем самым сократить расход топлива, а следовательно, выбросы в атмосферу углекислого газа.
«Kyokuyo Shipyard Corporation» начала необходимые для создания совершенно новой модели судна исследования в 2007 году. Разработка получила кодовое название «SSS bow» от англ. Semi Spherical Shaped bow — «нос полусферической формы». Испытания проводились в аэродинамической трубе, предоставленной Научно-исследовательским институтом прикладной механики Университета Кюсю. 
Экономия топлива зависит от силы и направления ветра в океане; по расчётам, учитывающим условия Северной Атлантики, она должна составлять примерно 800 т в год за счёт снижения сопротивления воздуха до 50%, что соответствует 2500 т выбросов углекислого газа.

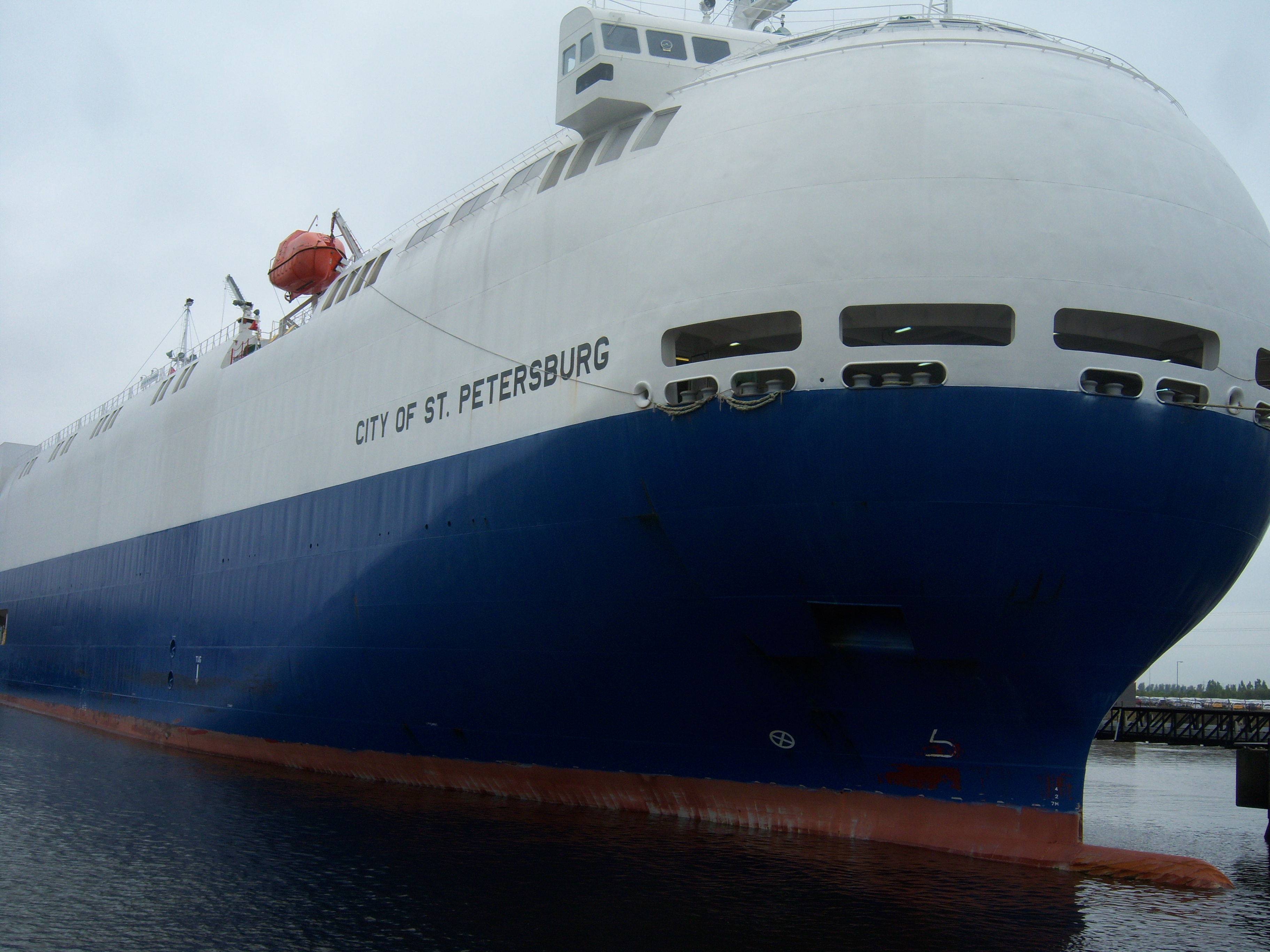
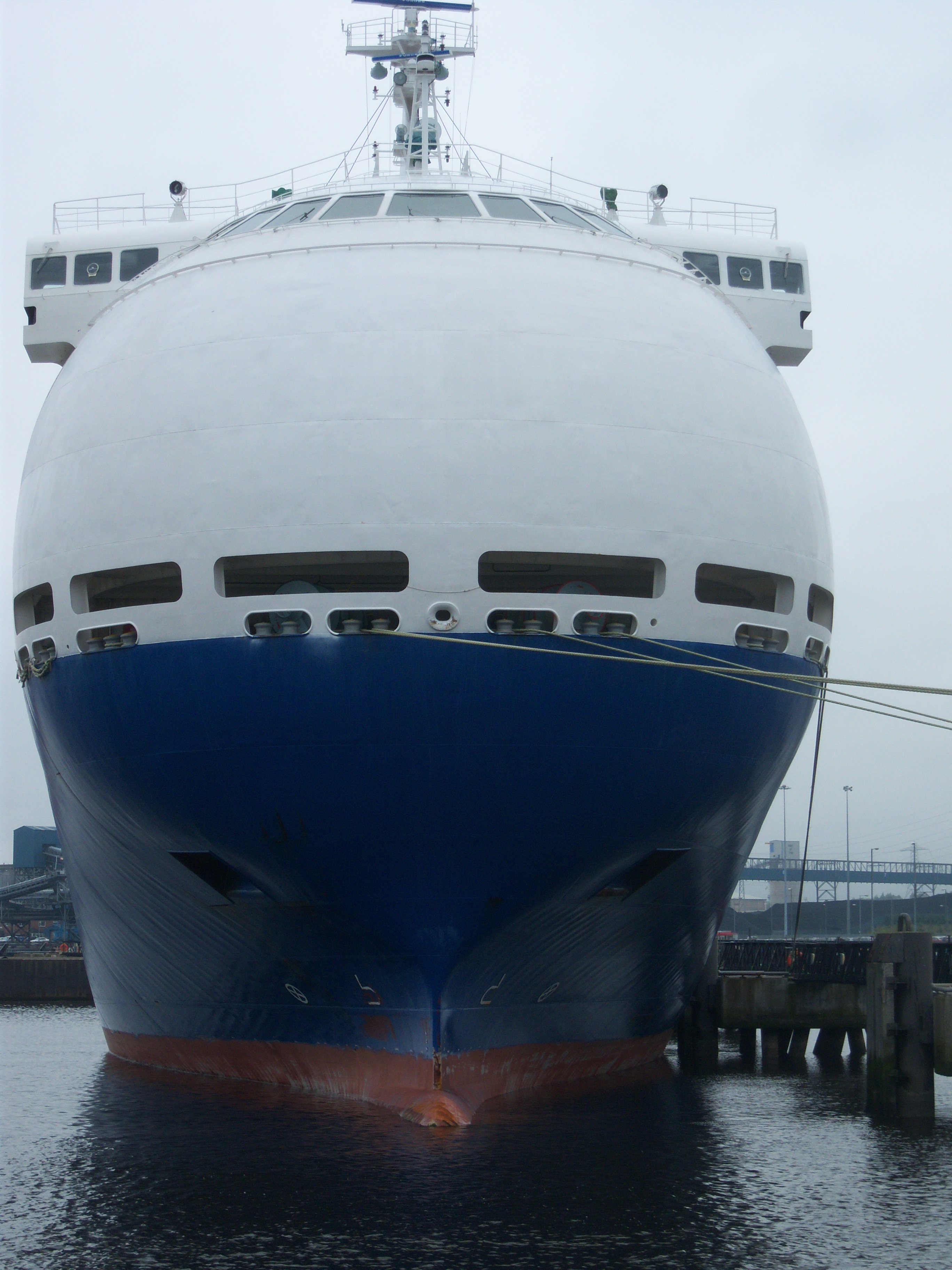
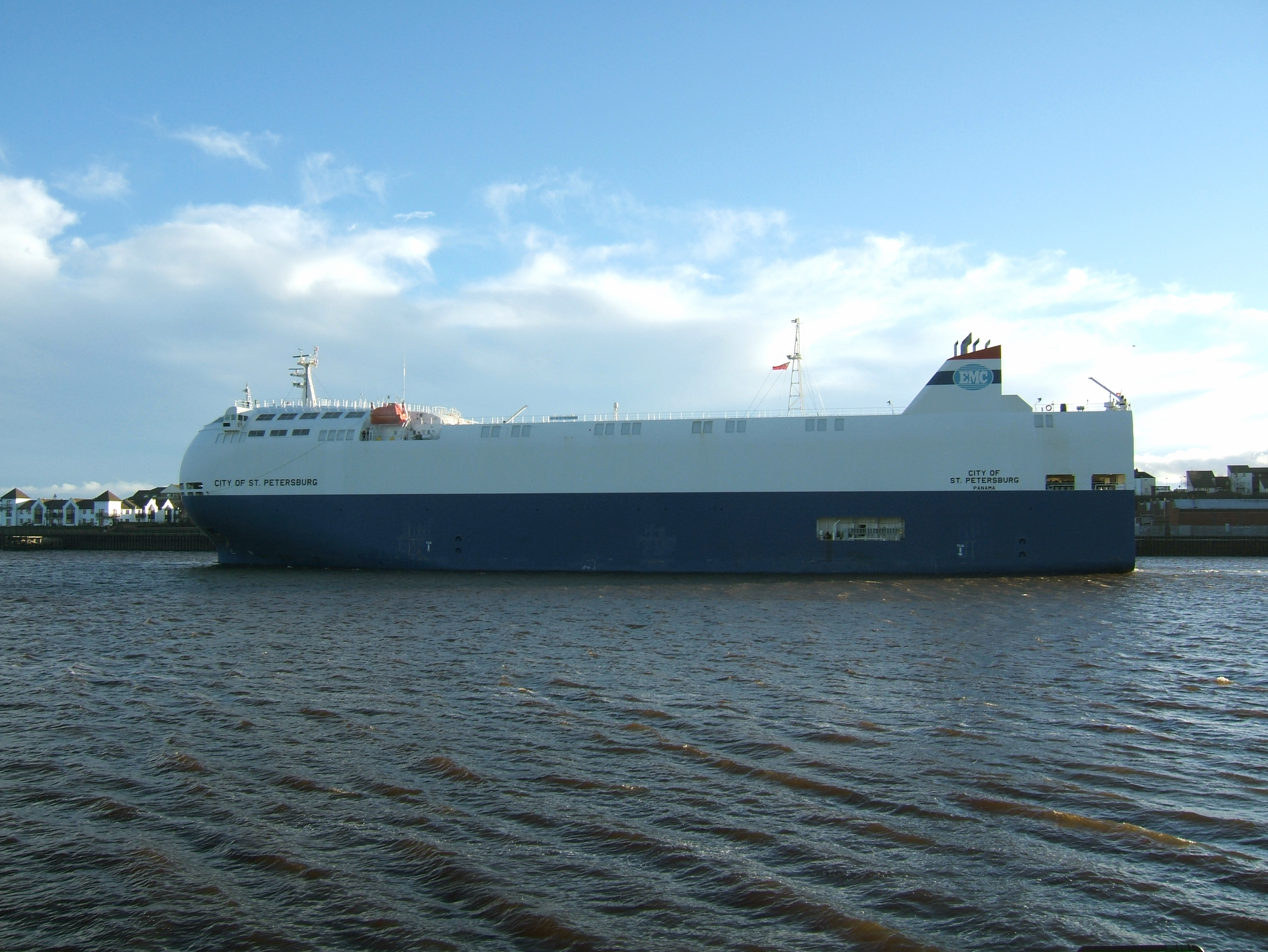

## Награды
- Гран-при премии[яп.] «Корабль года 2010», присуждаемой Японским обществом морских архитекторов и инженеров океана[яп.] [9][10]
- Победитель «Shippax Award 2011» в номинации «Outstanding RoRo Exterior»[11]